# 马拉尼昂州阿尔塔米拉
马拉尼昂州阿尔塔米拉（葡萄牙語：Altamira do Maranhão）是巴西马拉尼昂州的一个市镇。总面积668.69平方公里，总人口7494人，人口密度11.2人/平方公里。